# Yurumeitsu
Yurumates (ゆるめいつ Yurumeitsu?) es una serie de mangas yonkoma japonés escrita e ilustrada por Saxyun. La serie gira alrededor de cuatro universitarios viviendo juntos en un apartamento barato. Ha sido adaptado a dos OVAs y un anime estrenado en abril de 2012 bajo el nombre Yurumates 3D.
El primer volumen del manga vendió 100 000 copias en Japón.

## Personajes
Yurume Aida (相田 ゆるめ Aida Yurume?)
Voz por: Halko Momoi
Sae Kawano (川野 サエ Kawano Sae?)
Voz por: Natsuko Kuwatani
Kumi Tanaka (田中 くみ Tanaka Kumi?)
Voz por: Miyu Matsuki
Matsukichi (松吉?)
Voz por: Satoshi Hino
Hermana de Sae (サエの妹 Sae no Imōto?)
Voz por: Ayana Taketatsu
Landlord (大家 Ōya?)
Voz por: Mayu Miyazaki
Madre de Yurume (ゆるめの母 Yurume no Haha?)
Voz por: Mayu Miyazaki (OVA), Kanami Satō (TV)